# Савчинский, Григорий Онуфриевич
Григорий Онуфриевич Савчинский (укр. Григорій Онуфрійович Савчинський; 26 декабря 1804, с. Дуплиска Австрийская империя (ныне в Тернопольской области, Украина) — 16 февраля 1888, с. Звенигород Австро-Венгрия (ныне в Давыдовской сельской общине Львовского района Львовской области Украины) — церковный и общественный деятель, священник УГКЦ, писатель. Его внучка известная оперная певица Саломея Крушельницкая. Принадлежал к гербу Сулима.
Один из зачинателей стихотворной басни на Галичине.

## Биография
Родился в семье мелкой шляхты. Прадед был родом из села Савчин на Волыни. Будучи казацким есаулом за войсковые заслуги получил шляхетство и герб.
Учился в Бучацкой гимназии, затем — до 1832 г. во Львовской духовной семинарии. Служил священником в селах Княгиничи (ныне пригород Ивано-Франковска), Выспа (1834—1859), в летописном Звенигороде. Был деканом УГКЦ в Бобрке.
Г. О. Савчинский — известный западноукраинский общественно-культурный деятель. Принимал участие в Соборе русских учёных в 1848 году во Львове.

## Творчество
Автор стихов, басен, рассказов, повестей и статей в галицких газетах.
Печатал свои произведения уже в первых номерах первой газеты-журнала Головной руськой рады «Зоря галицкая» (1848—1851). Помещал статьи и произведения в изданиях «Слово», «Неделя», «Ластôвка», «Читанка», «Вечерниці», «Домъ и Школа». Отдельные его стихотворные басни были помещены в читанках для учеников гимназии, которые издал Е. О. Партицкий (1871, 1886). В 1867 году Г. О. Савчинского выбрали общественным советником уездного совета в Бобрке.
Творческое наследие Г. О. Савчинский многожанрово. Он оставил поэтические произведения (интимную лирику, элегию, юморески, сказки, притчи и басни); прозу (рассказы, новеллы, повесть), статьи по хозяйственным вопросам, короткие газетные корреспонденции. Г. О. Савчинский — один из зачинателей стихотворной басни на Галичине («Гусак», «Курочка», «Будяк», «Яструб і голуб», «Старий Кінь і старий Собака», «Когутик»), автор антиалкогольных произведений, один из первых популяризаторов выращивания кукурузы на Галичине. Иван Франко в «Очерках истории украинского-русской литературы» (1910) положительно оценил творчество Г. О. Савчинский, в частности, отметил, что «рассказ „Прочь, прочь, прочь!“ („Геть, геть, геть!“) написан для пропаганды трезвости и не лишён таланта».
Г. О. Савчинский — поэт-эпик в структуре построения стиха и в повествовательной манере, в стремлении к сюжетности.
Мастерски написаны его стихотворные притчи «Иван Наконечный», «Покаяние пьяницы», «Расчёт хозяева с батраком» и др.
Социально-бытовая проза писателя насчитывает четыре произведения: новеллу «Коби ніхто так, як Петро Чухрій, не продавав пшеничку», малые повести — «Веретена», «Геть, геть, геть!» и «Мушка». Эти произведения изображают живые картины из деревенской жизни посткрепостного времени; в основе их сюжетов — реальные события. Как сельский священник, писатель, глубоко знал боли, тревоги, психологию, мышление и язык простонародья. Поэтому так красочно, художественно выразительно выписал сельские типажи, их внутренний мир. Вся проза писателя клеймит пьянство как причину страшных человеческих трагедий.
Сборник произведений Г. О. Савчинского «Звенигород» в 1993 году издан в Тернополе.